# Nicolau de Oresme
Nicolau de Oresme, também conhecido como Nicole d' Oresme, Nicole Oresme, ou Nicolas de Oresme,  nascido em Fleury-sur-Orne (que na época se chamava Allemagne) em torno de 1320-1325 e morto em Lisieux no dia 11 de julho de 1382, foi um economista, filósofo, matemático, físico, astrônomo, biólogo, psicólogo, musicólogo, teólogo e tradutor francês do período medieval, além de bispo e conselheiro do rei Carlos V de França. Foi um dos pensadores mais originais da Europa do século XIV, sendo considerado um dos principais fundadores e divulgadores das ciências modernas.

## Episcopado
Nicolau foi nomeado pelo papa Gregório XI, em 3 de agosto de 1377, como Bispo de Lisieux. Recebeu a ordenação em 26 de janeiro de 1378 e exerceu essa função até sua morte.